# Chondrodactylus
Chondrodactylus Peters, 1970 è un genere di piccoli sauri della famiglia Gekkonidae, endemico dell'Africa del sud.

## Biologia
Sono notturni e si nutrono di insetti.

## Tassonomia
Il genere Chondrodactylus comprende quattro specie:
- Chondrodactylus angulifer Peters, 1870 - geco gigante della Namibia
- Chondrodactylus bibronii (Smith, 1846) - geco di Bibron (sin.: Pachydactylus bibronii)
- Chondrodactylus fitzsimonsi (Loveridge, 1947) - (sin.: Pachydactylus fitzimonsi)
- Chondrodactylus turneri (Gray, 1864) - (sin.: Pachydactylus turneri)